# Atrichopogon distinctus
Atrichopogon distinctus är en tvåvingeart som beskrevs av Jean-Jacques Kieffer 1918. Atrichopogon distinctus ingår i släktet Atrichopogon och familjen svidknott. Inga underarter finns listade i Catalogue of Life.